# Sakis Rouvas
Anastasios "Sakis" Rouvas (Αναστάσιος "Σάκης" Ρουβάς, født 5. januar 1972 i Corfu, Grækenland) er en græsk sanger & fotomodel.
| Deltagelser i Eurovision Song Contest |            |                   |       |       |
| År                                    | Land       | Sang              | Plads | Point |
| 2004                                  | Grækenland | Shake it          | 3     | 252   |
| 2009                                  | Grækenland | This is our night | 7     | 120   |

Sakis var desuden vært sammen med Maria Menounos ved Eurovision Song Contest 2006 i Athen.

## Diskografi

### Albums
- Sakis Rouvas (1991)
- Min Andistekese (1992)
- Gia Sena (1993)
- Aima, Dakrya & Idrotas (1994)
- Tora Arhizoun Ta Dyskola (1996)
- Kati Apo Mena (1998)
- 21os Akataallilos (2000)
- Ola Kala (2002)
- To Hrono Stamatao (2003)
- S'eho Erotefthi (2005)
- Iparhι Agapi Edo (2006)
- This Is My Lιve (2007)
- Irthes (2008)

## Eksterne links
- Officiel hjemmeside